# Município de Granville (condado de Licking, Ohio)
Localização do Ohio nos E.U.A.
O município de Granville (em inglês: Granville Township) é um município localizado no condado de Licking no estado estadounidense de Ohio. No ano de 2010 tinha uma população de 9 773 habitantes e uma densidade populacional de 146,33 pessoas por km².

## Geografia
O município de Granville encontra-se localizado nas coordenadas 40° 04′ 32″ N, 82° 31′ 34″ O. Segundo o Departamento do Censo dos Estados Unidos, o município tem uma superfície total de 66.79 km², da qual 66,25 km² correspondem a terra firme e (0,8 %) 0,54 km² é água.

## Demografia
Segundo o censo de 2010, tinha 9 773 pessoas residindo no município de Granville. A densidade populacional era de 146,33 hab./km².